# Acontia eudryada
Acontia eudryada är en fjärilsart som beskrevs av Smith 1905. Acontia eudryada ingår i släktet Acontia och familjen nattflyn. Inga underarter finns listade i Catalogue of Life.